# Сингер (корпорация)
Корпорация „Сингер“ (англ. Singer Corporation) е производител на шевни машини.

## История
Основана е като I.M. Singer & Co. през 1851 от Исак Мерит Сингер съвместно с нюйоркския адвокат Едуард Кларк, регистрирана в Ню Йорк.

Нейното седалище днес е в Ла Върн, Тенеси.